# Temporada 2018 de la Red Bull MotoGP Rookies Cup
La temporada 2018 de la Red Bull MotoGP Rookies Cup continuá con la búsqueda de futuros campeones del mundo. La temporada comenzó en el Circuito de Jerez el 5 de mayo y terminó el 23 de septiembre en la Ciudad del Motor de Aragón después de 12 carreras. 

## Calendario
| Calendario 2018 | Calendario 2018  | Calendario 2018 | Calendario 2018 | Calendario 2018 | Calendario 2018 | Calendario 2018 |
| Ronda           | Fecha            | Circuito        | Pole position   | Vuelta rápida   | Piloto ganador  | Fuente          |
| --------------- | ---------------- | --------------- | --------------- | --------------- | --------------- | --------------- |
| 1               | 5 de mayo        | Jerez           | Carlos Tatay    | Deniz Öncü      | Can Öncü        | [ 2 ]           |
| 1               | 6 de mayo        | Jerez           | Carlos Tatay    | Ryusei Yamanaka | Carlos Tatay    | [ 3 ]           |
| 2               | 2 de junio       | Mugello         | Meikon Kawakami | Adrián Huertas  | Yuki Kunii      | [ 4 ]           |
| 3               | 30 de junio      | Assen           | Can Öncü        | Ryusei Yamanaka | Can Öncü        | [ 5 ]           |
| 3               | 1 de julio       | Assen           | Can Öncü        | Can Öncü        | Can Öncü        | [ 6 ]           |
| 4               | 14 de julio      | Sachsenring     | Can Öncü        | Ryusei Yamanaka | Deniz Öncü      | [ 7 ]           |
| 4               | 15 de julio      | Sachsenring     | Can Öncü        | Adrián Carrasco | Can Öncü        | [ 8 ]           |
| 5               | 11 de agosto     | Spielberg       | Ryusei Yamanaka | Can Öncü        | Ryusei Yamanaka | [ 9 ]           |
| 5               | 12 de agosto     | Spielberg       | Ryusei Yamanaka | Deniz Öncü      | Xavier Artigas  | [ 10 ]          |
| 6               | 8 de septiembre  | Misano          | Can Öncü        | Adrián Carrasco | Can Öncü        | [ 11 ]          |
| 7               | 22 de septiembre | Aragón          | Xavier Artigas  | Xavier Artigas  | Deniz Öncü      | [ 12 ]          |
| 7               | 23 de septiembre | Aragón          | Xavier Artigas  | Max Cook        | Deniz Öncü      | [ 13 ]          |

## Estadísticas

### Sistema de puntuación
Solo los 15 primeros suman puntos. El piloto tiene que terminar la carrera para recibir puntos.
| Posición | 1º | 2º | 3º | 4º | 5º | 6º | 7º | 8º | 9º | 10º | 11º | 12º | 13º | 14º | 15º |
| -------- | -- | -- | -- | -- | -- | -- | -- | -- | -- | --- | --- | --- | --- | --- | --- |
| Puntos   | 25 | 20 | 16 | 13 | 11 | 10 | 9  | 8  | 7  | 6   | 5   | 4   | 3   | 2   | 1   |

### Campeonato de pilotos
| Pos. | Rider             | JER | JER | MUG | ASS | ASS | SAC | SAC | RBR | RBR | MIS | ARA | ARA | Pts |
| ---- | ----------------- | --- | --- | --- | --- | --- | --- | --- | --- | --- | --- | --- | --- | --- |
| 1    | Can Öncü          | 1   | 2   | 2   | 1   | 1   | 2   | 1   | 3   | 2   | 1   | 10  | 8   | 235 |
| 2    | Deniz Öncü        | 4   | 3   | 6   | 4   | 5   | 1   | 2   | 4   | 4   | 8   | 1   | 1   | 192 |
| 3    | Xavier Artigas    | 5   | 15  | 5   | 2   | 3   | 7   | 5   | 2   | 1   | 5   | 2   | 5   | 166 |
| 4    | Filip Salač       | 3   | 4   | 10  | 5   | 2   | 4   | 3   | 5   | 3   | 2   | Ret | 7   | 151 |
| 5    | Carlos Tatay      | 2   | 1   | 4   | 8   | Ret | 9   | 7   | 6   | 6   | 6   | 3   | 2   | 148 |
| 6    | Ryusei Yamanaka   | 6   | 5   | 9   | 3   | Ret | 3   | 6   | 1   | 7   | 4   | 8   | 3   | 141 |
| 7    | Adrián Carrasco   | 9   | 23  | 3   | 7   | Ret | 5   | 4   | DSQ | Ret | 3   | 5   | Ret | 83  |
| 8    | Steward García    | 16  | 8   | 12  | 12  | Ret | 6   | 9   | 7   | 5   | Ret | 4   | 6   | 76  |
| 9    | Yuki Kunii        | 11  | 6   | 1   |     |     |     |     | Ret | 9   | Ret | 6   | 4   | 70  |
| 10   | Sean Kelly        | 8   | 7   | 11  | 6   | Ret | Ret | 8   | 10  | 11  | Ret | 9   | 9   | 65  |
| 11   | Barry Baltus      | 7   | 11  | 13  | 9   | 4   | 11  | 11  | 16  | 12  | 15  | 11  | 13  | 60  |
| 12   | Adrián Huertas    | 14  | 10  | 7   | 10  | 9   | 10  | 10  | DNS | DNS | 13  | 15  | 15  | 47  |
| 13   | Peetu Paavilainen | Ret | 12  | 16  | 20  | 6   | Ret | 12  | 8   | 10  | 11  | 16  | 10  | 43  |
| 14   | Meikon Kawakami   | 10  | 16  | 8   | 16  | Ret | 18  | 17  | 13  | 13  | 7   | 19  | 11  | 34  |
| 15   | Dan Jones         | 12  | 14  | 14  | Ret | 10  | Ret | 13  | Ret | Ret | 9   | 7   | 18  | 33  |
| 16   | Sasha de Vits     | 15  | 13  | 22  | 11  | 7   | 14  | 14  | 15  | 17  | 10  | 18  | 19  | 29  |
| 17   | Gerry Salim       | 23  | 19  | Ret | 14  | 8   | Ret | 15  | Ret | 8   | Ret | 17  | 12  | 23  |
| 18   | Max Cook          | 13  | 20  | Ret | 15  | 11  | 8   | NC  | Ret | DNS | 16  | 12  | 14  | 23  |
| 19   | Billy Van Eerde   | 19  | 17  | 15  | 13  | Ret | 15  | 18  | 9   | Ret | 14  | 14  | Ret | 16  |
| 20   | Pasquale Alfano   | 18  | 21  | 18  | 18  | 12  | 13  | Ret | 12  | 15  | Ret | Ret | Ret | 12  |
| 21   | Matteo Patacca    | 20  | 9   | 17  |     |     | 12  | Ret |     |     |     |     |     | 11  |
| 22   | Nicolás Hernández | 21  | 22  | 20  | Ret | 13  | 17  | 20  | 11  | 14  | Ret | 20  | 16  | 10  |
| 23   | Simon Jespersen   | 17  | 18  | 19  | 19  | Ret | Ret | 16  | 14  | 16  | 12  | 13  | 17  | 9   |
|      | Aidan Liebenberg  | 22  | 24  | 21  | 17  | Ret | 16  | 19  | DNS | DNS |     | DNS | DNS | 0   |
| Pos. | Rider             | JER | JER | MUG | ASS | ASS | SAC | SAC | RBR | RBR | MIS | ARA | ARA | Pts |

| Color     | Resultado                                                               |
| --------- | ----------------------------------------------------------------------- |
| Oro       | Ganador                                                                 |
| Plata     | 2.ª plaza                                                               |
| Bronce    | 3.ª plaza                                                               |
| Verde     | Finalizó en los puntos                                                  |
| Azul      | Finalizó sin puntos                                                     |
| Azul      | NC - No clasificado                                                     |
| Violeta   | Ret - No terminó (Carrera)                                              |
| Rojo      | DNQ - No se clasificó                                                   |
| Negro     | DSQ - Descalificado                                                     |
| Blanco    | DNS - No empezó (carrera)                                               |
| Blanco    | WD - Retirado (fin de semana)                                           |
| Blanco    | C - Carrera cancelada                                                   |
| Sin color | DNP - Inscrito pero no participó                                        |
| Sin color | INJ - Lesionado                                                         |
| Sin color | EX - Excluido                                                           |
| Estado    | Resultado                                                               |
| Negrita   | Pole position                                                           |
| Cursiva   | Vuelta rápida                                                           |
| †         | Abandona, pero clasifica al completar el porcentaje requerido para ello |

## Participantes
| Participantes 2018 | Participantes 2018 | Participantes 2018 |
| No.                | Piloto             | Rondas             |
| ------------------ | ------------------ | ------------------ |
| 3                  | Pasquale Alfano    | Todas              |
| 5                  | Simon Jespersen    | Todas              |
| 6                  | Ryusei Yamanaka    | Todas              |
| 7                  | Barry Baltus       | Todas              |
| 11                 | Dan Jones          | Todas              |
| 12                 | Filip Salač        | Todas              |
| 19                 | Sasha de Vits      | Todas              |
| 22                 | Peetu Paavilainen  | Todas              |
| 24                 | Xavier Artigas     | Todas              |
| 28                 | Adrián Carrasco    | Todas              |
| 29                 | Billy Van Eerde    | Todas              |
| 30                 | Max Cook           | Todas              |
| 31                 | Gerry Salim        | Todas              |
| 40                 | Sean Kelly         | Todas              |
| 43                 | Steward García     | Todas              |
| 44                 | Nicolás Hernández  | Todas              |
| 50                 | Jason Dupasquier   | Ninguna            |
| 53                 | Deniz Öncü         | Todas              |
| 61                 | Can Öncü           | Todas              |
| 62                 | Aidan Liebenberg   | 1–5, 7             |
| 66                 | Adrián Huertas     | Todas              |
| 83                 | Meikon Kawakami    | Todas              |
| 88                 | Matteo Patacca     | 1–2, 4             |
| 92                 | Yuki Kunii         | 1–2, 5–7           |
| 99                 | Carlos Tatay       | Todas              |